# Municipio de Moon
El municipio de Moon (en inglés: Moon Township) es un municipio ubicado en el condado de Allegheny en el estado estadounidense de Pensilvania. En el año 2000 tenía una población de 22 290 habitantes y una densidad poblacional de 362,5 personas por km².

## Geografía
El municipio de Moon se encuentra ubicado en las coordenadas 40°30′48″N 80°12′36″O / 40.51333, -80.21000.

## Demografía
Según la Oficina del Censo en 2000 los ingresos medios por hogar en la localidad eran de $57,173 y los ingresos medios por familia eran $68,256. Los hombres tenían unos ingresos medios de $48,444 frente a los $31,073 para las mujeres. La renta per cápita para la localidad era de $26,457. Alrededor del 4,2% de la población estaban por debajo del umbral de pobreza.